# Santo Domingo (Dominicaanse Republiek)
Santo Domingo of Santo Domingo de Guzmán is de hoofdstad van de Dominicaanse Republiek, had in 2022 bij de volkstelling 3,8 miljoen inwoners en is de grootste stad van het Caraïbisch gebied. 
In 2001 is de stad bestuurlijk opgesplitst. Distrito Nacional met 1.029.110 inwoners, is omgedoopt tot eerste provincie en is de officiële hoofdstad van het land. De rest van Santo Domingo (2.769.588 inwoners) is de omliggende stadsprovincie Santo Domingo geworden en verdeeld in zeven gemeenten, waarvan Santo Domingo Este de grootste en de hoofdstad is.
De rivier Ozama stroomt dwars door de stad. De gehele hoofdstedelijke regio is vernoemd naar deze rivier; Región Metropolitana Ozama. 

## Werelderfgoed
De huidige stadswijk Ciudad Colonial is in 1990 door UNESCO op de Werelderfgoedlijst geplaatst onder de titel Koloniale stad Santo Domingo; het bestrijkt 106 hectare.
Het grootste militaire werk was La Fortaleza Ozama en is goed bewaard gebleven. Hier staat ook het Paleis van Diego Columbus, de zoon van Christoffel Columbus.
De Kathedraal van Santo Domingo, de oudste kathedraal van de Nieuwe Wereld, is gelegen aan het Plaza Colón. De bouw duurde van 1521 tot 1540. De oude stadspoort Puerta del Conde ligt aan het eind van de oude hoofdstraat Calle El Conde en verschaft toegang tot Parque Independencia, het Park van de Onafhankelijkheid, met gerestaureerde resten van de poort. De poort is vernoemd naar gouverneur Conde de Peñalva die Santo Domingo in 1655 met succes verdedigde tegen een aanval van Engeland.

## Faro a Colón
De Faro a Colón is een symbolische vuurtoren in de vorm van een liggend kruis. Het is tevens een museum en het mausoleum van Christoffel Columbus. De aanwezigheid van de resten van Columbus wordt echter betwist. Dit gebouw werd in 1992 geopend door Paus Johannes Paulus II, 500 jaar na de ontdekking het eiland Hispaniola door Columbus.

## Geschiedenis
Santo Domingo werd gesticht op 4 augustus 1496 door de Spaanse gouverneur Don Bartolomé Colón (Bartolomeo Columbus, de broer van Christoffel Columbus) op de oostelijke oever van de Rio Ozama gesticht als La Nueva Isabela. Na door cyclonen te zijn verwoest, werd de stad in 1502 door de nieuwe gouverneur Nicolás de Ovando, als Santo Domingo naar de westelijke oever verplaatst.
- 1502: Stichting van Santo Domingo op de westelijke oever van de Rio Ozama.
- 1 januari 1586: Sir Francis Drake valt vanaf het land het onverdedigde Santo Domingo aan.
- 6 februari 1806: De slag om Santo Domingo (de Fransen worden verjaagd door de Engelsen en verliezen er 2 van hun grote slagschepen: Impérial en Diomède)
- 27 februari 1844: Plaats van de beslissende slag voor de onafhankelijke Dominicaanse Republiek.
- 3 september 1930: Santo Domingo werd door een orkaan van de kaart geveegd.
- 1936: De naam van de stad wordt officieel Ciudad Trujillo, naar de dictator Rafael Leónidas Trujillo. De verwoesting door een orkaan bood de dictator de mogelijkheid de stad te 'moderniseren', te herbouwen naar eigen smaak. Toen dit in 1936 was voltooid, noemde hij de stad naar zichzelf.
- 1961: Na de dood van Trujillo werd de naam weer Santo Domingo de Guzmán.
- 2001: Santo Domingo de Guzmán wordt 1. provincie Santo Domingo, verdeeld in gemeenten en met als provinciehoofdstad Santo Domingo Este en 2. het Distrito Nacional met als enige gemeente Santo Domingo de Guzmán.
- 26 oktober 2012: orkaan Sandy richt langs de zuidkust grote schade aan. De watervoorziening vanaf Valdesia raakt defect, waardoor enkele gebieden meer dan een week geen schoon water hebben. Cholera dreigt uit te breken.
- 8 april 2025: het dak van nachtclub Jet Set stort in, waarbij 232 mensen het leven verliezen.

## Verkeer en vervoer
De metro van Santo Domingo is een belangrijk middel van openbaar vervoer voor de stad. Sinds 2009 is de eerste lijn met zestien station op een tracé van 14,5 kilometer operationeel; een tweede geheel ondergrondse lijn (22 km) is op woensdag 1 maart 2012 officieel in gebruik genomen door president Leonel Fernández.

## Bestuurlijke indeling
De gemeente bestaat uit één gemeentedistrict (distrito municipal):
Santo Domingo de Guzmán.

## Stedenbanden
- Buenos Aires (Argentinië), sinds 1991
- Guadalajara (Mexico)
- New York (Verenigde Staten)
- Rotterdam (Nederland)

## Bekende inwoners van Santo Domingo

### Geboren
- Jacinto del Rosario de Castro (1811-1896), president van de Dominicaanse Republiek (1878)
- Francisco Gregorio Billini (1844-1898), president van de Dominicaanse Republiek (1884-1885)
- Óscar de la Renta (1932-2014), modeontwerper
- Jacobo Majluta Azar (1934-1996), president van de Dominicaanse Republiek (1982)
- Leonel Fernández (1953), president van de Dominicaanse Republiek (1996-2000, 2004-2012)
- Juan Luis Guerra (1957), zanger, gitarist, componist en impresario
- Dania Ramírez (1979), actrice
- Aimee Carrero (1988), actrice